# The Crime of Suspense
The Crime of Suspense è un'antologia del compositore tedesco Klaus Schulze pubblicata nel 2006.
Questa raccolta include tutti i brani tratti dal secondo compact disc di Contemporary Works I.

## Tracce
Tutte le tracce sono state composte da Klaus Schulze.
1. Good Old 4 on the Floor – 24:00
2. J.E.M. – 17:25
3. Overchill – 29:34
4. Ruins (bonus track) – 4:34
5. Castles (bonus track) – 4:15

Durata totale: 79:48